# Efterforskningsbyrån för krigsfångar och civilinternerade
Efterforskningsbyrån för krigsfångar och civilinternerade (EKC) var ett beredskapsorgan, organiserat av Svenska Röda Korset efter avtal med svenska staten, som bildades till följd av Genèvekonventionerna. Det motsvaras numera av Nationella upplysningsbyrån.